# Anne-Marie Krumpholtz
 Anne-Marie Krumpholtz, z domu Steckler (ur. około 1755 w Metzu, zm. po 1824 w Londynie) – francuska harfistka.

## Życiorys
Była uczennicą Johanna Baptista Krumpholza, którego poślubiła około 1778 roku. Debiutowała publicznie w Concert Spirituel w Paryżu w 1779 roku, w kolejnych latach występowała wykonując przeważnie kompozycje swojego męża. W 1788 roku porzuciła Johanna Baptista i wyjechała z kochankiem do Londynu, gdzie występowała do 1803 roku. W latach 1791–1793 uczestniczyła w londyńskich koncertach Johanna Petera Salomona. Wykonywała duety na harfę i fortepian Jana Ladislava Dusska, występując wspólnie z kompozytorem, który zadedykował jej także zbiór swoich sonat.
Przez współczesnych była podziwiana jako wirtuozka harfy, jej grą zachwycali się Ernst Ludwig Gerber i François Fétis.